# جورج ستانلي (شاعر)
جورج ستانلي هو شاعر كندي، ولد في 1937.